# Louis Leblois
Pour les articles homonymes, voir Leblois.

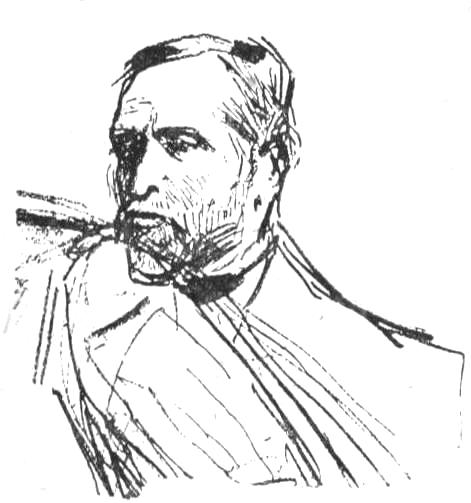
Louis Leblois en 1898 (croquis d'audience du procès Zola).

Louis Leblois, né le 28 juin 1854 à Strasbourg et mort le 5 janvier 1928, est un magistrat, avocat et écrivain français qui défend Alfred Dreyfus lors de l'affaire Dreyfus. 
Il est un ami intime du lieutenant-colonel Picquart, avec lequel il a suivi des études au lycée de Strasbourg.

## Biographie
Il est le fils du grand pasteur libéral Georges-Louis Leblois.
Après des études à la faculté de droit de Paris, il devient avocat et s'inscrit au barreau le 4 novembre 1878. Seulement deux ans plus tard, il devient magistrat, substitut du procureur, nommé d'abord à Dijon et Nancy et à Lille en 1885. Il redevient avocat en 1890, et fonde un cabinet à Paris. Il épouse Marthe Haitz-Roderer.

## Intervention dans l'affaire Dreyfus
Louis Leblois est à l'origine du déclenchement de l'affaire Dreyfus. Dépositaire des confidences de Picquart en juin 1897, il communique ses informations à Auguste Scheurer-Kestner et se lance à ses côtés dans la bataille pour la révision du procès de Dreyfus, en s'efforçant de se tenir sur le terrain de la légalité. Il subit bientôt les conséquences de son engagement : à l'issue du procès de Zola, le 24 février 1898, il est révoqué de ses fonctions d'adjoint au maire du VIIe arrondissement de Paris ; le 22 mars 1898, le conseil de l'Ordre des avocats prononce contre lui une suspension de six mois ; le 12 juillet, enfin, il est atteint, en même temps que Picquart, par la plainte déposée par Godefroy Cavaignac, le ministre de la Guerre. 
Après le procès de Rennes (où il ne témoigne pas), il a encore l'occasion de poursuivre son combat politique : il soutient Jean Jaurès au moment où se décide, en avril 1903, la deuxième révision.
La même année, il sauve L'Aurore, qui connaissait de graves difficultés financières, en lui apportant des fonds et laisse Clemenceau y défendre sa politique, favorisant ainsi le développement de la carrière politique du futur président du Conseil. À la réhabilitation de Dreyfus. il retrouve son siège à la mairie du VIIe arrondissement. Il consacre les dernières années de sa vie à des œuvres militantes, animant l'Union pour le sauvetage de l'enfance et surtout l'Association générale d'Alsace-Lorraine, dont il était l'un des membres fondateurs. Il laisse un important ouvrage documentaire sur l'Affaire, qui paraît après sa mort, survenue le 5 janvier 1928.

## Au cinéma
Dans le film J'accuse (2019) de Roman Polanski, son rôle est joué par Vincent Perez.

## Œuvres
- L'Affaire Dreyfus. L'Iniquité, la réparation, les principaux faits et les principaux documents, Paris, réédition Théolib 2012  (ISBN 978-2-36500-002-4) (6 volumes).
- L'Affaire Dreyfus. L'iniquité, la réparation. Les principaux faits et les principaux documents, Paris, Librairie Aristide Quillet, 1929.